# Vespa (gènere)
Vespa és un gènere d'himenòpters apòcrits de la família dels vèspids. Està distribuït sobretot a Àsia, amb dues espècies europees, una d'elles, Vespa crabro, present als Països Catalans.

## Taxonomia
- Vespa affinis
- Vespa analis
- Vespa basalis
- Vespa bicolor
- Vespa binghami
- Vespa crabro
- Vespa ducalis
- Vespa mandarinia
- Vespa mocsaryana
- Vespa orientalis
- Vespa simillima
- Vespa soror
- Vespa tropica
- Vespa velutina